# 第84回全国高等学校ラグビーフットボール大会
第84回全国高等学校ラグビーフットボール大会は、2004年（平成16年）12月27日から2005年（平成17年）1月7日まで近鉄花園ラグビー場にて行われた全国高等学校ラグビーフットボール大会である。優勝は大阪府の啓光学園高校（6回目）。

## 概要
- 今大会から新潟工が現在に至るまで連続出場を続けている。（2019年現在）
- 初出場校は広島県代表の尾道高校のみ。

### 日程
- 12月27日、12月28日 1回戦
- 12月30日 2回戦
- 1月1日 3回戦
- 1月3日 準々決勝
- 1月5日 準決勝
- 1月7日 決勝

## 出場校
※がシード校
北海道
- 北北海道代表 - 富良野（4年ぶり2回目）
- 南北海道代表 - 札幌山の手（5年連続5回目）

東北
- 青森県代表 - 三本木農（2年連続13回目）
- 岩手県代表 - 盛岡工（6年連続31回目）
- 宮城県代表 - 仙台育英（9年連続11回目）※
- 秋田県代表 - 秋田工（2年ぶり60回目）
- 山形県代表 - 山形中央（7年連続13回目）
- 福島県代表 - 平工（5年連続9回目）

関東
- 茨城県代表 - 茗溪学園（5年ぶり12回目）※
- 栃木県代表 - 国学院栃木（5年連続10回目）
- 群馬県代表 - 東農大二（2年ぶり20回目）※
- 埼玉県代表 - 正智深谷（8年連続10回目）※
- 千葉県代表 - 流経大柏（10年連続12回目）※
- 東京都第一代表 - 東京（2年ぶり4回目）
- 東京都第二代表 - 国学院久我山（14年連続30回目）※
- 神奈川県代表 - 法政二（2年ぶり3回目）
- 山梨県代表 - 日川（2年ぶり35回目）

北信越
- 新潟県代表 - 新潟工（2年ぶり29回目）
- 長野県代表 - 岡谷工（6年連続20回目）
- 富山県代表 - 富山工（2年ぶり10回目）
- 石川県代表 - 羽咋工（2年ぶり23回目）
- 福井県代表 - 若狭（2年ぶり5回目）

東海
- 静岡県代表 - 東海大翔洋（4年連続4回目）
- 愛知県代表 - 西陵商（2年連続34回目）
- 岐阜県代表 - 関商工（13年連続28回目）
- 三重県代表 - 四日市農芸（7年連続12回目）

近畿
- 滋賀県代表 - 八幡工（2年連続21回目）
- 京都府代表 - 京都成章（3年ぶり2回目）※
- 大阪府第一代表 - 大阪工大高（2年ぶり27回目）※
- 大阪府第二代表 - 大阪朝鮮（2年連続2回目）
- 大阪府第三代表 - 啓光学園（14年連続17回目）※
- 兵庫県代表 - 報徳学園（2年ぶり34回目）
- 奈良県代表 - 天理（2年ぶり57回目）※
- 和歌山県代表 - 熊野（5年連続8回目）

中国
- 鳥取県代表 - 倉吉東（3年ぶり5回目）
- 島根県代表 - 江の川（14年連続14回目）
- 岡山県代表 - 岡山工（2年ぶり5回目）
- 広島県代表 - 尾道（初出場）
- 山口県代表 - 萩工（3年連続10回目）

四国
- 徳島県代表 - 貞光工（3年ぶり18回目）
- 香川県代表 - 高松北（8年ぶり4回目）
- 愛媛県代表 - 新田（8年連続42回目）
- 高知県代表 - 高知工（15年ぶり2回目）

九州・沖縄
- 福岡県代表 - 東福岡（5年連続15回目）※
- 佐賀県代表 - 佐賀工（23年連続33回目）※
- 長崎県代表 - 長崎北（4年ぶり6回目）※
- 熊本県代表 - 熊本西（2年連続7回目）
- 大分県代表 - 大分舞鶴（19年連続43回目）
- 宮崎県代表 - 高鍋（3年連続14回目）
- 鹿児島県代表 - 鹿児島玉龍（22年ぶり6回目）
- 沖縄県代表 - 名護（5年連続8回目）

## 試合時間
※全試合30分ハーフで行う。同点で終了した場合は1.トライ数2.ゴール数3.抽選の順にて次回出場校を決める。

## 試合
Tはトライ、Gはゴール

### 1回戦
- 2004年12月27日 第1グラウンド 報徳学園 85（13T10G） - 0 富山工（0T0G）
- 2004年12月27日 第1グラウンド 名護 45（7T5G） - 0 富良野（0T0G）
- 2004年12月27日 第2グラウンド 大分舞鶴 53（9T4G） - 0 新潟工（0T0G）
- 2004年12月27日 第2グラウンド 盛岡工 19（3T2G） - 5 熊本西（1T0G）
- 2004年12月27日 第2グラウンド 高鍋 14（2T2G） - 5 岡谷工（1T0G）
- 2004年12月27日 第3グラウンド 山形中央 79（13T7G） - 0 高松北（0T0G）
- 2004年12月27日 第3グラウンド 法政二 66（10T8G） - 5 鹿児島玉龍（1T0G）
- 2004年12月27日 第3グラウンド 国学院栃木 66（10T8G） - 17 熊野（2T3G）
- 2004年12月28日 第1グラウンド 西陵商 36（5T5G） - 35 江の川（5T5G）

- 2004年12月28日 第1グラウンド 羽咋工 58（10T4G） - 0 倉吉東（0T0G）
- 2004年12月28日 第1グラウンド 日川 47（7T6G） - 0 岡山工（0T0G）
- 2004年12月28日 第2グラウンド 関商工 21（3T3G） - 0 貞光工（0T0G）
- 2004年12月28日 第2グラウンド 三本木農 116（18T13G） - 3 高知工（0T1G）
- 2004年12月28日 第2グラウンド 四日市農芸 28（4T4G） - 17 萩工（3T1G）
- 2004年12月28日 第2グラウンド 東京 22（4T1G） - 18 尾道（2T3G）
- 2004年12月28日 第3グラウンド 秋田工 10（2T0G） - 7 八幡工（1T1G）
- 2004年12月28日 第3グラウンド 若狭 22（4T1G） - 17 平工（3T1G）
- 2004年12月28日 第3グラウンド 大阪朝鮮 15（2T2G） - 13 東海大翔洋（1T3G）
- 2004年12月28日 第3グラウンド 札幌山の手' 41（7T3G）' - 15 新田（2T2G）

### 2回戦
- 2004年12月30日 第1グラウンド 大阪朝鮮 43（7T4G） - 10 若狭（2T0G）
- 2004年12月30日 第1グラウンド 啓光学園 45（6T7G） - 6 報徳学園（0T2G）
- 2004年12月30日 第1グラウンド 天理 43（7T4G） - 5 国学院栃木（1T0G）
- 2004年12月30日 第1グラウンド 京都成章 44（8T2G） - 7 山形中央（1T1G）
- 2004年12月30日 第1グラウンド 大阪工大高 19（3T2G） - 13 盛岡工（2T1G）
- 2004年12月30日 第2グラウンド 正智深谷 89（13T12G） - 5 札幌山の手（1T0G）
- 2004年12月30日 第2グラウンド 三本木農 68（12T4G） - 7 羽咋工（1T1G）
- 2004年12月30日 第2グラウンド 大分舞鶴 58（10T4G） - 10 名護（1T2G）

- 2004年12月30日 第2グラウンド 長崎北 61（9T8G） - 19 東京（3T2G）
- 2004年12月30日 第2グラウンド 流経大柏 31（5T3G） - 19 高鍋（3T2G）
- 2004年12月30日 第3グラウンド 佐賀工 78（12T9G） - 0 西陵商（0T0G）
- 2004年12月30日 第3グラウンド 東福岡 64（10T7G） - 15 四日市農芸（2T2G）
- 2004年12月30日 第3グラウンド 仙台育英 43（6T6G） - 3 日川（0T1G）
- 2004年12月30日 第3グラウンド 国学院久我山 43（6T6G） - 5 法政二（1T0G）
- 2004年12月30日 第3グラウンド 茗溪学園 57（9T6G） - 0 関商工（0T0G）
- 2004年12月30日 第3グラウンド 東農大二 27（4T3G） - 14 秋田工（2T2G）

### 3回戦
- 2005年1月1日 第1グラウンド 正智深谷 35（5T5G） - 17 大阪朝鮮（3T1G）
- 2005年1月1日 第1グラウンド 啓光学園 14（2T2G） - 12 大分舞鶴（2T1G）
- 2005年1月1日 第1グラウンド 天理 29（4T4G） - 7 仙台育英（1T1G）
- 2005年1月1日 第1グラウンド 大阪工大高 25（4T2G） - 8 流経大柏（1T1G）

- 2005年1月1日 第3グラウンド 東福岡 29（4T4G） - 14 茗溪学園（2T2G）
- 2005年1月1日 第3グラウンド 佐賀工 71（11T8G） - 0 三本木農（0T0G）
- 2005年1月1日 第3グラウンド 国学院久我山 31（5T3G） - 5 京都成章（1T0G）
- 2005年1月1日 第3グラウンド 長崎北 33（5T4G） - 7 東農大二（1T1G）

### 準々決勝
- 2005年1月3日 第1グラウンド 正智深谷 35（5T5G） - 19 佐賀工（3T2G）
- 2005年1月3日 第1グラウンド 啓光学園 17（3T1G） - 12 東福岡（2T1G）

- 2005年1月3日 第1グラウンド 天理 29（4T4G） - 14 国学院久我山（2T2G）
- 2005年1月3日 第1グラウンド 大阪工大高 40（6T5G） - 20 長崎北（4T0G）

### 準決勝
- 2005年1月5日 第1グラウンド 啓光学園 38（6T4G） - 22 正智深谷（4T1G）

- 2005年1月5日 第1グラウンド 天理 26（4T3G） - 8 大阪工大高（1T1G）

### 決勝
- 2005年1月7日 第1グラウンド啓光学園（4年連続6回目） 31（5T3G） - 14 天理（2T2G）

## 関連大会
第28回全国高校東西対抗試合
- 2005年1月9日 東軍監督入江眞也、西軍監督宮城博 国立競技場 西軍 45（7T5G） - 22 東軍（4T1G）

主な選出メンバー
- 内田涼（西軍・佐賀工） - 元NECグリーンロケッツ、元日本製鉄八幡ラグビー部所属
- 鎌田秀（西軍・東京） - 元Honda HEAT所属
- 釜池真道（西軍・啓光学園） - 7人制日本代表、NECグリーンロケッツ所属
- 河本明哲（西軍・啓光学園） - 元ヤマハ発動機ジュビロ所属
- クリスチャン・ロアマヌ（東軍・正智深谷） - 日本代表、元東芝ブレイブルーパス、元レスター・タイガース所属
- 今野達朗（東軍・茗溪学園） - クボタスピアーズ所属
- 杉本晃一（西軍・大工大） - 元トヨタ自動車ヴェルブリッツ所属
- 杉山和人（東軍・三本木農） - 元豊田自動織機シャトルズ所属
- 田中渉太（西軍・佐賀工） - ヤマハ発動機ジュビロ所属
- 鄭貴弘（西軍・大阪朝鮮） - 元釜石シーウェイブス所属
- 土佐誠（西軍・尾道） - 三菱重工相模原ダイナボアーズ所属
- 豊田将万（西軍・東福岡） - 日本代表、7人制日本代表、元コカ・コーラレッドスパークス所属
- 八役大治（西軍・天理） - 元トヨタ自動車ヴェルブリッツ所属
- 平原大敬（西軍・高鍋） - 神戸製鋼コベルコスティーラーズ所属
- 松川太郎（西軍・長崎北） - 元NTTドコモレッドハリケーンズ所属
- 宮本啓希（西軍・天理） - 元サントリーサンゴリアス所属
- 森山展行（東軍・札幌山の手） - 元リコーブラックラムズ、元日本IBMビッグブルー所属
- 吉田惇哉（西軍・大分舞鶴） - 元清水建設ブルーシャークス所属